# Whiplash.net
O Whiplash.net é um site da internet em língua portuguesa com notícias sobre rock em geral, e, mais especificamente, hard rock e heavy metal. O site iniciou suas atividades em 1996 e recebe e disponibiliza online resenhas feitas por seus usuários. O site é também considerado o primeiro site de rock do Brasil a permitir que usuários postassem comentários sobre cada matéria publicada.
Em 2007 o site foi indicado ao Prêmio Toddy de Música Independente (na categoria "Veículo Online") oferecido pela revista Dynamite com o patrocínio da Toddy e ficou em 2º lugar e em 2008 o site foi indicado ao Prêmio Dynamite de Música Independente oferecido pela revista Dynamite.

## Publicação de material recebido
Apesar de ser mantido por colaboradores, não é qualquer material recebido que acaba publicado pelo site. O material passa por uma avaliação e boa parte do material recebido pelo Whiplash termina sendo deixado de lado por não ter a qualidade julgada necessária, por conter erros demais ou mesmo por já ter sido publicado anteriormente.